# ریوسوکه اوکونو
ریوسوکه اوکونو (انگلیسی: Ryosuke Okuno؛ زادهٔ ۱۳ نوامبر ۱۹۶۸) بازیکن فوتبال اهل ژاپن است.
از باشگاه‌هایی که در آن بازی کرده‌است می‌توان به باشگاه فوتبال کاوازاکی فرونتال، باشگاه فوتبال سانفریس هیروشیما، و باشگاه فوتبال کاشیما آنتلرز اشاره کرد.